# سكوت ماكمانوس
سكوت ماكمانوس (بالإنجليزية: Scott McManus)‏ (28 مايو 1989 في المملكة المتحدة - ) هو لاعب كرة قدم بريطاني في مركز الظهير. لعب مع نادي كرو ألكساندرا ونادي سترنرير ‏ ونادي اتحاد مانشستر وCurzon Ashton F.C. ‏ وإف سي هاليفاكس تاون وPrestwich Heys A.F.C. ‏.

## وصلات خارجية
- سكوت ماكمانوس على موقع قاعدة بيانات كرة القدم.إي يو (الإنجليزية)
- سكوت ماكمانوس على موقع Soccerbase.com (لاعب) (الإنجليزية)
- سكوت ماكمانوس على موقع Soccerway.com (الإنجليزية)